# Guldhorn
 For alternative betydninger, se Guldhorn (flertydig). (Se også artikler, som begynder med Guldhorn)
Guldhorn (Xanthoceras sorbifolium) er et lille, løvfældende træ, som er kendetegnet ved rønnelignende blade og oprette toppe med tragtformede, hvide blomster. Arten er nogenlunde hårdfør og vokser fint i haver på Bornholm. Nødderne er spiselige.

## Kendetegn
Guldhorn er et lille, løvfældende træ eller en stor busk med en opret eller senere mere overhængende vækst. Barken er først rødbrun og fint dunhåret, men snart efter bliver den lysegrå og hårløs med fine striber. Ældre grene og stammen kan efterhånden få en grå og skællet bark. Knopperne sidder spredt, og de er små, bredt kileformede og grå. 
Bladene er uligefinnede med elliptiske småblade. Bladranden er groft tandet, og mens begge bladsider er græsgrønne er oversiden blank og skinnende. Blomstringen foregår i maj-juni, hvor man finder blomsterne siddende samlet i endestillede, oprette toppe. De enkelte blomster er 5-tallige og regelmæssigt klokkeformede. Bægerbladene er grålige på grund af en tæt hårbeklædning, mens kronbladene enten er rent hvide eller hvide med et rødt svælg. Frugterne er kapsler med 4-6 store, brune frø i hver.
.
Planten når højder i hjemlandet på 2-5 m og en bredde på ca. 2 m.

## Udbredelse
Guldhorn har sin naturlige udbredelse i Kina (provinserne Gansu, Hebei, Henan, Liaoning, Nei Mongol, Ningxia, Shaanxi og Shandong) samt i Korea, som alle har tempereret klima med hårde vintre og varme, tørre somre. Arten foretrækker solåbne eller let skyggede steder med en veldrænet, gruset jord.

## Note
1. ↑  eFloras.org: Xanthoceras sorbifolium - (engelsk)-sproget, kort artikel med beskrivelse af planten
2. ↑  eol: Facts about Yellow-horn (Xanthoceras sorbifolium) (engelsk)-sproget, kort beskrivelse af arten